# Noorse Canadezen
Noorse Canadezen zijn personen woonachtig in Canada met volledig Noorse of gedeeltelijk Noorse achtergrond. Bij een volkstelling in 2010 bleek dat 452.705 Canadezen van Noorse herkomst zijn.
Noren zijn een van de grootste Europese etnische groepen in het land en hebben sterk bijgedragen aan de cultuur, met name in Westelijk Canada.